# Estació de Willesden Junction
Willesden Junction és una estació de Network Rail a Harlesden, al nord-oest de Londres, i se servida per tres línies de London Overground i una del metro de Londres, Bakerloo Line. Es troba més o menys a una milla cap al sud de l'original vila de Willesden.
| Anterior estació                      |  | Metro de Londres  |  | Següent estació                          |
| ------------------------------------- |  | ----------------- |  | ---------------------------------------- |
| Harlesdendirecció Harrow & Wealdstone |  | Bakerloo Line     |  | Kensal Greendirecció Elephant & Castle   |
| London Overground                     |  |                   |  |                                          |
| Harlesdendirecció Watford Junction    |  | Watford DC Line   |  | Kensal Greendirecció Euston              |
| Acton Centraldirecció Richmond        |  | North London Line |  | Kensal Risedirecció Stratford            |
| Terminal                              |  | West London Line  |  | Shepherd's Bushdirecció Clapham Junction |